# Julius Ruthardt
Julius Ruthardt (né le 13 décembre 1841 à Stuttgart – mort le 13 octobre 1909 à Constance) est un violoniste et compositeur allemand. Il était le plus jeune fils du compositeur et hautboïste Friedrich Ruthardt (en).
Le compositeur norvégien Eyvind Alnæs a été son élève.